# Уодделл, Лоуренс
Ло́уренс О́стин Уо́дделл (англ. Laurence Austine Waddell, 29 мая 1854, Камбернолд — 19 сентября 1938, Ротсей) — шотландский путешественник и археолог-любитель. Наиболее известен тем, что определил местонахождение Паталипутры и обнаружил доказательства исторического существования Сиддхартхи Гаутамы (по собственному утверждению), а также являлся одним из первых исследователей тибетского буддизма.
Родился в семье врача, получил медицинское образование, с 1880 года — в Индийской медицинской службе, шесть лет преподавал в Медицинском колледже Калькутты. Участвовал в ряде колониальных войн, в том числе захвате Верхней Бирмы, подавлении Боксёрского восстания в Китае и Тибетской экспедиции 1903—1904 года. Подполковник (1902), удостоен ряда боевых наград, в том числе медали Китайской войны с планкой (1900), кавалер ордена Бани (1904) и ордена Индийской империи (1901). В 1906—1908 годах преподавал тибетский язык в Лондонском университетском колледже. Приобрёл репутацию как коллекционер буддийского искусства, во время службы медицинским чиновником в Дарджилинге проводил раскопки в Паталипутре. После выхода в отставку в 1915 году целиком посвятил себя исследованиям, в которых доказывал, что шумеры являлись древними ариями, основоположниками древнеегипетской цивилизации и Хараппской культуры. Также утверждал, что финикийцы в глубокой древности осуществили колонизацию Британских островов. Эти построения активно критиковались современниками и не повлияли на развитие ассириологии. По словам биографа Кристин Престон, Лоуренс Уодделл «являлся реальной личностью, чей жизненный путь может сравниться только с вымышленной биографией Индианы Джонса».
Доктор права Университета Глазго (1905), магистр хирургии (1878), состоял в Лондонском Линнеевском обществе, Королевском антропологическом институте, Королевском Азиатском обществе.

## Биография

### Ранние годы
Лоуренс Августин Уодделл родился 29 мая 1854 года в семье доктора медицины и писателя преподобного Томаса Клемента Уодделла в Камбернолде близ Глазго, где его отец служил школьным учителем. Мать — Джин, урождённая Чепмен, происходила из графства Стерлингшир; в семье была также дочь Мэгги, с которой Лоуренс всю жизнь поддерживал тёплые отношения. Имя «Остин», которым он пользовался до конца своих дней, по-видимому, являлось неформальным сокращением среднего имени и официально нигде не закреплено; в публикациях 1890-х годов (и в книге о Лхасе 1905 года) имя Уодделла указывалось именно как «Лоуренс Августин». Получил домашнее образование, а далее обучался медицине в Университете Глазго. В 1878 году удостоен степени бакалавра химии и магистра хирургии; в течение 1879 года стажировался как ординатор в Western Infirmary Глазго. Тогда же он возглавил Медицинское общество в университете и совершил первую зарубежную поездку на Цейлон и в Бирму. Находясь в Южной Азии, он заинтересовался буддизмом.

### Индийская медицинская служба

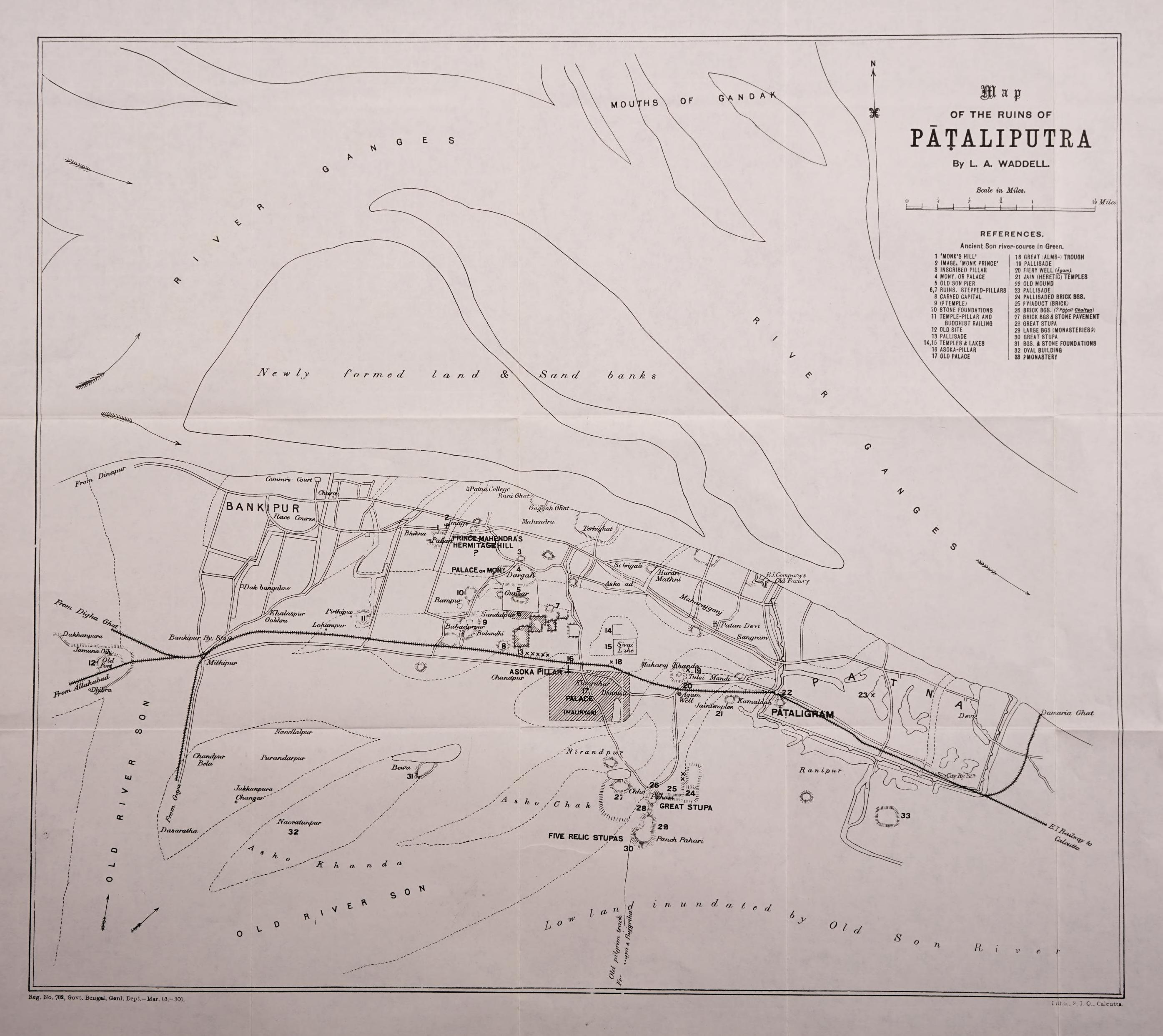
План древней Паталипутры из отчёта о раскопках 1903 года

В 1880 году вступил в Индийскую медицинскую службу, сдав экзамены на знание хинди, бенгали и санскрита. В следующем году он стал профессором химии и физиологии в Медицинском колледже Калькутты, проработав там шесть лет; в течение четырёх лет являлся главным редактором «Индийской медицинской газеты». После выслуги ценза он был назначен младшим санитарным комиссаром Медицинской службы и прикреплён к действующей армии во время колониальных экспедиций. Первым стал Бирманский поход 1886 года, после которого Уодделл получил звание «майор-хирург». Он также в известной степени освоил разговорный бирманский язык. В 1887 году, вернувшись из Бирмы, Остин был назначен заместителем санитарного комиссара и главным врачом в Дарджилингском округе. В конце жизни он утверждал, что добился назначения, дабы получить возможность заниматься тибетским языком и литературой. В Дарджилинге проживали несколько сот тибетцев — мирян и лам, последние имели возможность связываться с Лхасой. Майор медицинской службы нанял себе двух лам, один из которых — этнический монгол — уже использовался для обучения Исследовательским департаментом — разведслужбой Британской Индии. Позднее Уодделл утверждал, что ламы прозрели в нём реинкарнацию одного из учителей Запада и не препятствовали изучению ритуалов, даже пускали в буддийский храм. Вполне возможно, что он интересовался теософией, так как в библиографии тибетского буддизма им упомянут «Эзотерический буддизм» А. Синнета, опубликованный Теософским обществом в 1883 году.
К годам пребывания в Дарджилинге относятся первые публикации О. Уодделла. Это научные статьи об исследовании змеиного яда (1888) и публикации в «Сиккимской газете», в основном, по орнитологии, которой майор увлекался. В период 1891—1899 годов вышло семнадцать его статей в «Журнале Бенгальского азиатского общества». В 1895 году Уодделл впервые опубликовался в «Журнале Королевского антропологического института Великобритании и Ирландии» и тогда же в «Географическом журнале». Членом-корреспондентом Антропологического института он был избран ещё в 1891 году, а много позже являлся членом его совета (избирался в 1914—1916 и 1919—1920 годах). В 1889 году военный медик Уодделл участвовал в многолюдной экспедиции полковника Таннера, который располагал 41 носильщиком-кули и 12-ю английскими офицерами. Планировалось пройти к подножью Канченджанги, однако Уодделла отозвали с половины пути, ибо его услуги медика понадобились знатному сиккимцу. В 1892 году майор попытался в одиночку пересечь тибетскую границу, что закончилось неудачей. По делам разведывательной службы он разведал несколько сот миль границы от Непала до Ассама. В 1893 году собрал большую орнитологическую коллекцию, описанную в «Сиккимской газете», далее она была передана музею Университета Глазго. В экспедиции 1896 года до Канченджанги Лоуренса сопровождала молодая жена Эми. Впечатления предыдущих лет отражены в книге Уодделла «Среди Гималаев», вышедшей в 1899 году. В рецензии У. Крука отмечалось, что хотя этот труд не является систематическим исследованием этнографии «почти первобытных» племён на северной границе Индийской империи, он полон самых разнообразных подробностей, ценных для антрополога. Тот же У. Крук обращал внимание на следующий сюжет: Л. Уодделл заявил, что у большинства встреченных им буддийских лам волнистые или курчавые волосы, что соотносил с изображениями Будды, «которые не согласовывались ни с одним из известных индийских этнических типов».
Служа в медицинской службе Индии, Л. Уодделл брал отпуска в 1892 и 1894 годах, в которые мог заниматься только научной работой. Кроме того, в 1895 году он участвовал в Читральской экспедиции, за что был удостоен Индийской медали с планкой и внеочередного отпуска. Именно в этот период Лоуренс Уодделл заинтересовался археологией, и в период 1895—1897 годах собирал индо-скифские предметы и памятники буддийского искусства в Свате. Университет Глазго в 1895 году присвоил своему выпускнику почётную степень доктора права. В сезон 1896 года он объявил, что обнаружил истинное место рождения Будды. К тому времени военный врач уже более десятилетия занимался изысканиями местонахождения Паталипутры, отчёт об открытии которой публиковался бенгальским провинциальным правительством с большим опозданием.

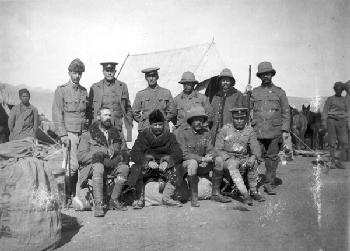
Уодделл (сидит третий слева) в составе команды Фрэнсиса Янгхазбенда

В 1900 году Уодделл был командирован в Гонконг для обеспечения Китайского экспедиционного корпуса, в некоторых источниках упоминается, что он дошёл до Пекина. В том же 1900 году он был переброшен в Вазиристан, приняв участие в блокаде Махсуда; в 1901 году сделан кавалером ордена Индийской империи. В 1902 году по результатам военной экспедиции в Малаканд повышен в звании до подполковника. В 1903—1904 годах участвовал в тибетской экспедиции Янгхазбенда как главный врач отряда; удостоился членства в ордене Бани. После окончания экспедиции подполковник Уодделл уволился из Индийской медицинской службы. Публикация книги «Лхаса и её тайны» была отмечена «Times Literary Supplement» (31 марта 1905 года), и в целом Уодделл получил репутацию знатока Тибета и его религии, «знающим больше, чем сами тибетские ламы».

### Последние годы
В 1906—1908 годах подполковник обитал в Лондоне, где служил профессором тибетского языка университетского колледжа, что обычно описывалось как синекура. В эти годы Уоделл с женой квартировал в доме № 61 по Хайгейт-Роуд, но в 1907 году перебрался в Гастингс, в котором проживал, по крайней мере, до 1911 года. В его архиве сохранились письма от разных лиц, главным образом, касающихся вопросов тибетологии, его книги привлекли даже пионеров киноиндустрии. Впрочем, если не считать отдельных статей в журналах и энциклопедиях, в публикационной активности полковника наступил шестнадцатилетний перерыв, после чего в 1924—1930 годах он опубликовал ряд книг, посвящённых обоснованию его «арийско-паншумерийской» теории: от «Финикийского происхождения британцев, шотландцев и англосаксов» (1924) до «Британской Эдды».
В 1914—1916 годах и, после трёхлетнего перерыва, в 1919—1920 годах Лоуренс Уодделл состоял в штате Королевского антропологического института и даже избирался в его Совет. Сохранилось его прошение об отставке, которое «с сожалением» было принято 28 октября 1920 года. В 1923—1933 годах отставной подполковник обитал в Гриноке, рядом с домом сестры на Кемпбелл-стрит; на его имя по этому адресу почту отправляли ещё с 1906 года. После 1933 года он переехал в Ротсей, где арендовал небольшой дом с садом на Истленд-роуд. Кристин Престон отыскала этот дом в 2003 году, во время работы над биографией Уодделла: это была собственность маркизов Маунт-Стюарт. Старожилы ещё помнили разбитый им «тибетский сад»; сохранившиеся счета свидетельствуют, что в 1935 году Остин заказал три корсиканские сосны, две норвежские ели, три тополя и два куста жимолости. Согласно свидетельству о смерти, 84-летний путешественник скончался в Ротсее 19 сентября 1938 года. В некрологе Ф. Томаса указана дата 20 сентября. По сведениям, приводимым в «Национальном биографическом словаре», после кончины осталось состояние в 1249 фунтов стерлингов и 12 шиллингов.
О частной жизни Уодделла информация скупа. В 1895 году он женился на Эми Луизе Ривз; у них был сын Фрэнк, погибший двадцатилетним 1 августа 1916 года в битве на Сомме, а также дочь, имя которой в источниках не упоминается.

## Интеллектуальная деятельность

### Поиски Лумбини
В феврале 1898 года Л. Уодделл представил в Королевское азиатское общество подборку своих печатных статей из разных журналов, озаглавленную «Об открытии места рождения Будды». Титульный лист и оглавление выполнены от руки, далее помещены вырезки из «Таймс», «Englishman», журнала Бенгальского азиатского общества, и др., выпущенные между 1 июня 1896 и 30 ноября 1897 года. Британские колонизаторы несколько раз предпринимали попытку отыскать место рождения Будды; наиболее последовательно занимался этим вопросом инженер Александр Каннингем, основываясь на средневековых описаниях Фасяня и Сюаньцзана, но его работы не увенчались успехом. Уодделл работал на непальской границе с 1880 года; именно он узнал от местных жителей о расположенном в джунглях каменном столбе. Туземный посланник военного врача снял копию надписи раджи Рипамаллы, но главное открытие — стела Ашоки с надписью, была тогда скрыта под землёй и мусором. Тем не менее, это не помешало Уодделлу заявить об открытии места рождения Сиддхарты Гаутамы. Он также основывался на отчётах Каннингема, и самостоятельно определил, что тот неверно истолковал расстояния, приводимые у китайских паломников. Уодделлу удалось отыскать скульптуру следа Будды, описанную Сюаньцзаном. Само открытие стелы, свидетельствующей, что «здесь родился Господь» (hida Bhagavam jate ti), совершил 1 декабря 1895 года непалец Хадга Шумшер, а перевод надписи выполнил по снятой кальке геодезист и окружной судья в Ауде Винсент Смит.

### Миссия Янгхазбенда в Тибете и книжные трофеи

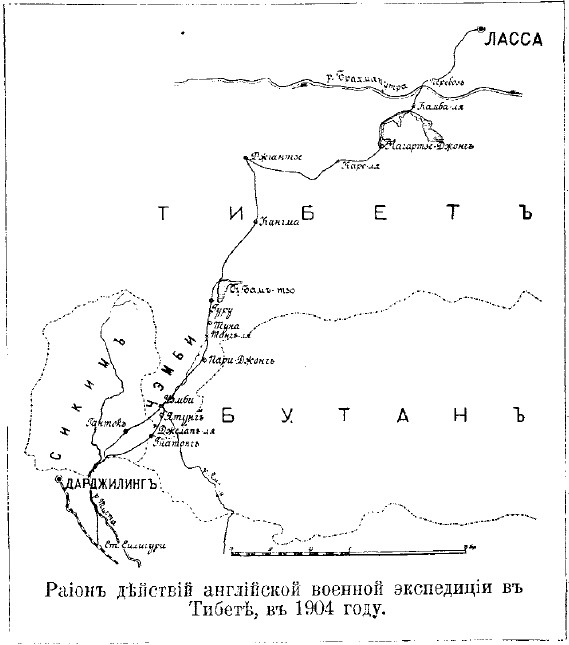
Карта британской экспедиции в Тибет из сытинской «Военной энциклопедии»

Одним из важнейших аспектов британского проникновения на Тибет была заинтересованность государства и частных коллекционеров в «экзотическом» книжном и искусствоведческом материале, добываемом в далёких колониях. Недостаток тибетских коллекций в британских библиотеках и музеях играл немалую роль в планировании вторжения в Страну снегов, так как британские собрания в этом отношении были беднейшими в Европе. В Британском музее были представлены несколько фрагментарных рукописей, коллекции Оксфорда, Кембриджа и Королевского Азиатского общества были тогда ещё более скудными. Лоуренс Уодделл в ретроспективной статье 1912 года утверждал, что книжные трофеи являлись как минимум одним из главных результатов миссии Янгхазбенда. Для определения ценности рукописей и обеспечения их вывоза в британские владения вице-король Керзон избрал Остина Уодделла и корреспондента The Times Персиваля Лэндона. Сложен был вопрос о финансировании книжной миссии: индийское Министерство внутренних дел ассигновало 10 000 рупий, чего заведомо было недостаточно, а обещанный грант в тысячу рупий, по-видимому, никогда не выделялся. Уодделл, включённый в отряд как врач в звании подполковника, одновременно был сделан официальным представителем Британского музея; ему прикомандировали Дэвида Макдональда, чья мать была из Сиккима, и который свободно владел тибетским языком. Лэндону его редакция обещала гонорар в 350 фунтов стерлингов, если он сумеет добраться до Лхасы. Отношения Янгхазбенда с Уодделлом оказались сложными: полковник в частном послании отцу прямо называл врача-археолога «убогой старой бабкой» (a miserable old woman), и здесь не помогали даже его профессиональные навыки. Наряду с официальным переводчиком капитаном Фредериком О’Коннором Уодделл единственный во всём отряде понимал тибетский язык.

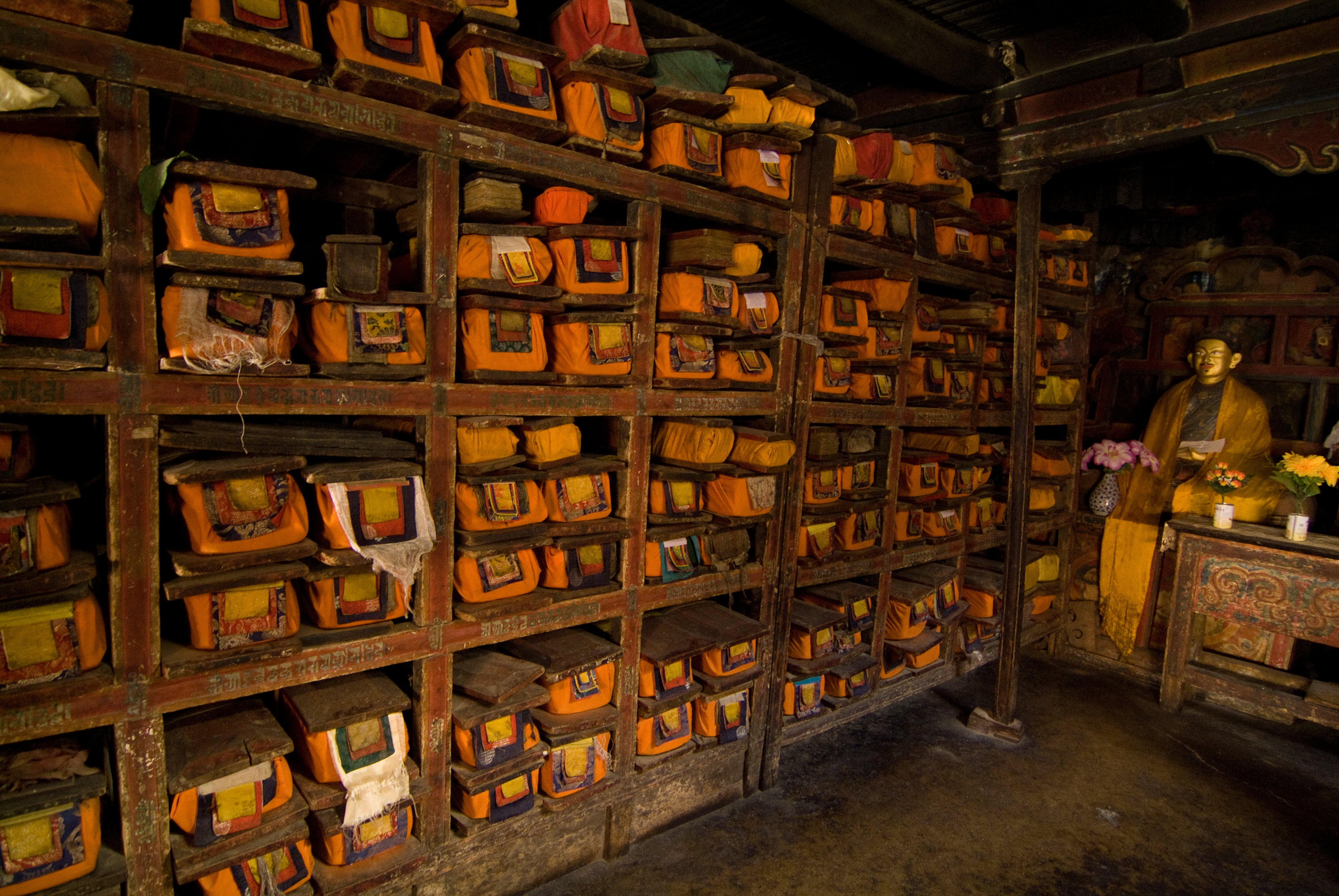
Типичное монастырское книгохранилище в Тибете

Вторжение британцев началось 12 декабря 1903 года, причём бригадный генерал Джеймс Макдональд, который осуществлял общее командование, издал строжайшие приказы против мародёрства, особенно в отношении храмовых объектов. Три офицера-интеллектуала — Уодделл, Макдональд и Лэндон — начали приобретать «диковины» уже в первом же посещённом тибетском селе. Богатые трофеи предоставила битва у Гуру 31 марта 1904 года, в которой пало около шестисот тибетских воинов. Уодделл и Лэндон рассматривали тибетский буддизм как «вырожденную» форму этого древнего вероучения, а монахов как паразитов-угнетателей, существующих в обстановке ужасающего невежества и антисанитарии. Из публикации офицера Л. Бетеля в «Blackwood’s Magazine» следует, что, по крайней мере некоторые участники отряда Янгхазбенда ощущали себя «крестоносцами», а «душа британского офицера глубоко протестовала против идеи уплатить монахам хоть один пенни». 11 апреля произошло взятие Гьянгдзе, статья о чём вышла в «Таймс» через десять дней, спровоцировав дискуссию. К тому времени Институт Виктории и Археологический институт Кембриджского университета сделали запрос в индийское колониальное правительство о приобретении материалов, добытых экспедицией, и получили ответ, что инструкций о принадлежности рукописей и предметов искусства пока не получено. Лэндон в статье 21 апреля заявил, что «ценности и диковины» Гьянгдзе перейдут индийскому правительству для распределения среди индийских и британских музеев. Это вызвало беспокойство госсекретаря по делам Индии, который не желал обвинений в грабежах, и сам Янгхазбенд телеграфировал, что его указание отбирать рукописи ложны, и что ни один предмет в форте Гьянгдзе не покинул места своего пребывания. Эти сообщения никто не воспринимал всерьёз, и даже миссис Янгхазбенд обратилась в госсекретариат с просьбой выделить квоту из добычи лично для неё и её друзей. В мае-июне 1904 года тибетцы попытались взять лагерь англичан в осаду, а во время её прорыва были взяты штурмом монастыри Наини и Цечен. Во время штурма этих монастырей подполковник Уодделл «спас» ряд книг и рукописей из зданий, которые «были подожжены отступающими тибетцами». Прочие офицеры от него не отставали, а Янгхазбенд писал жене, что «собрал порядочную коллекцию», хотя считал картины и статуэтки «уродливыми». Он также с гордостью сообщал, что не брал лично ни одной вещи, но не отказывался от подношений своих британских и туземных подчинённых. После повторного взятия Гьянгдзе 8 июля состоялся большой делёж трофеев, — в основном холодного оружия, фитильных мушкетов, пушек, пулелеек, и прочего. В дневниках и переписке участников экспедиции случаи грабежей описаны как обычное дело. Миссис Янгхазбенд сама сделала запрос властям, не пожелают ли они что-либо приобрести из присланных ей трофеев.
Поход на Лхасу начался 14 июля. В Нагардзе Уодделл и Д. Макдональд пресекли разграбление сипаями монастыря Самдин, заставив вернуть похищенное. В индийской националистической прессе сразу же раздались обвинения в том, что миссия Янгхазбенда преследовала цель «обогащения Британского музея» путём захвата, а не покупки. Несмотря на скандалы, Уодделл «официально» и «своими руками» отобрал более двух тысяч рукописей и ксилографов, которые благополучно достигли индийской территории. На эти закупки правительство ассигновало ему 1000 рупий. В его личной библиотеке осталось 29 рукописей, из которых только 12 в конце концов были возвращены индийскому правительству. В январе 1905 году ассистент Макдональд привёл в Калькутту караван из четырёхсот мулов (по другим сведениям, их было триста), гружённых экспонатами для Индийского музея, откуда они были распределены по разным собраниям империи. По словам Уодделла, всё это было «собрано при исключительно благоприятных обстоятельствах» ещё до достижения Лхасы. Отношение Уодделла к находкам бутанский тибетолог Карма Пхунцо характеризовал как «смесь любопытства с высокомерием». В статье 1912 года подполковник сетовал, что экспедиция недостаточно воспользовалась «исключительными обстоятельствами» для приобретения редких книг. Сверку названий и содержания, каталогизацию, оценку физического состояния ксилографов и рукописей, предварительное распределение по библиотекам приходилось осуществлять в разгар боевых действий. По оценке Карма Пхунцо, фонд Индийского правительства и Британского музея, который сохранился в Лондоне в целостном виде, так и не был толком каталогизирован и использован в научных целях. Среди добычи Уодделла оказалось пять полных комплектов канонических корпусов: три Ганджура, один Данджур и один Ньингма Гьюбум, не считая нескольких сот других рукописей — все очень высокого качества с красивыми иллюстрациями. В целом Карма Пхунцо оценивает деятельность Уодделла двойственным образом: отобранные им книги не являлись результатом целенаправленного собирания объектов исключительной текстологической, художественной или религиозной ценности, совершённого экспертом-специалистом. Он плохо знал тибетский литературный язык, подбор коллекции его — результат случайности во время военных действий, а книги отражают круг текстов, доступных в частных домах и храмах Тибета начала XX века. Однако спустя сто лет сохранившаяся относительно нетронутой коллекция Янгхазбенда — Уодделла является уникальной, так как множество текстов, возможно, были бы утрачены в эпоху «Культурной революции». Таким образом, хотя библиотека приобретена и попала в Англию «жестоким и бесчестным» путём, она имеет бо́льшую ценность, чем сто лет назад.

### Тибетский буддизм

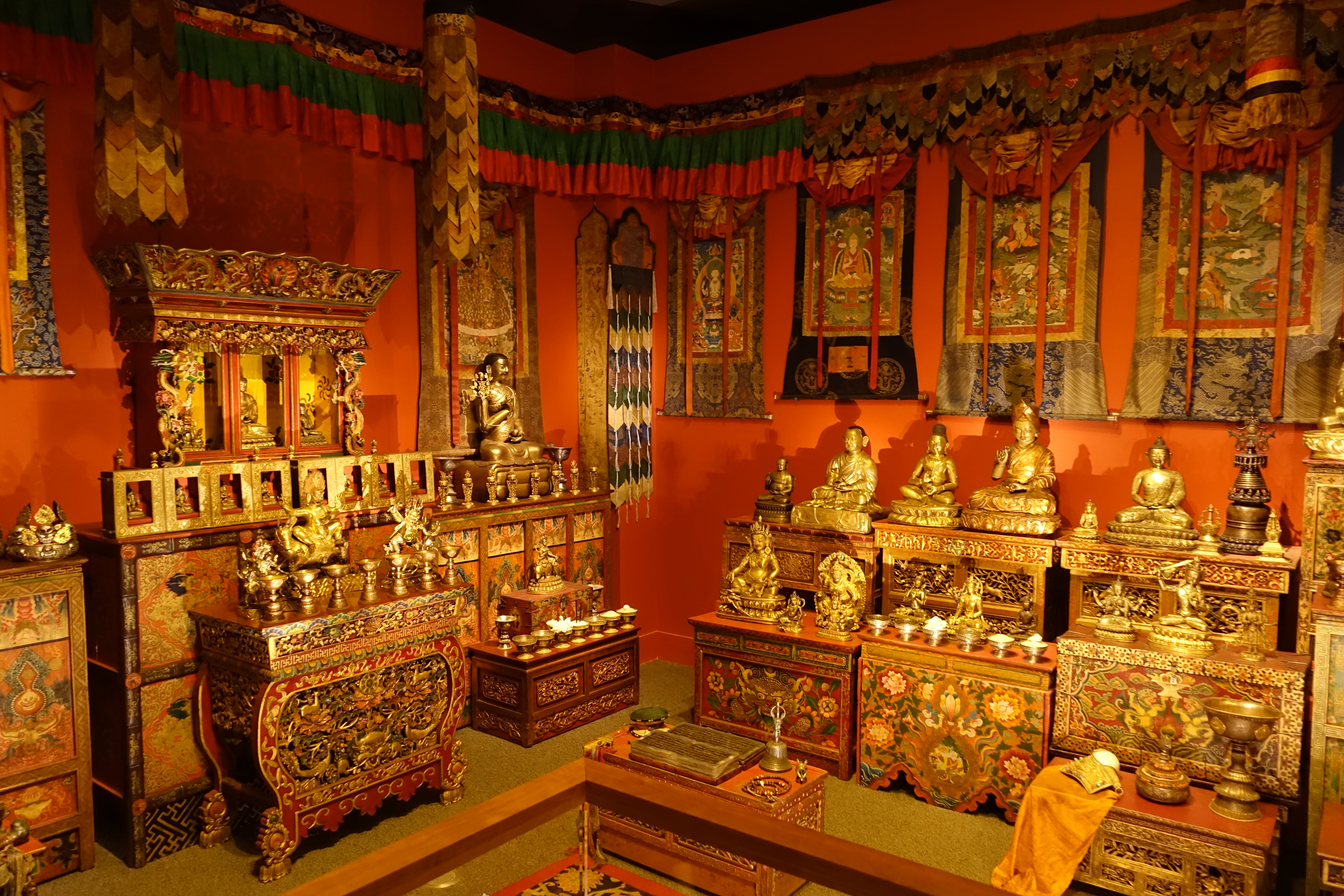
Реконструкция тибетского храма из Галереи Артура Саклера, Вашингтон

Монография 1895 года «Тибетский буддизм, или ламаизм» вызвала и вызывает разноречивые отзывы современников и потомков. Антрополог Рональд Лопес отмечал, что о добросовестности Уодделла свидетельствует его статья 1915 года в «Энциклопедии религии и этики», в которой говорится, что термин «ламаизм» вводит в заблуждение и применение его нежелательно. Философским фундаментом уодделловского восприятия буддизма является постулат о его рационалистической природе. Буддизм рассматривался Лоуренсом Остином как «микрокосм истинной религии среди моря первобытности», гуманистическую реакцию против брахманизма, наглядную модель начального этапа духовного роста человечества от варварства к цивилизации. Именно буддизм «сохранил бо́льшую часть древнего знания Старого Света и верования наших арийских предков». Более откровенно об арийских корнях буддизма он стал писать в 1920-е годы. Р. Лопес отмечал, что взгляды Уодделла на буддизм можно считать эталонными для викторианской эпохи. В частности, он утверждал, что буддийское учение после смерти его основателя являет картину непрерывной деградации рациональной агностической философии к самым низменным формам низшей религии, основанной на «ритуалах и суеверии». Особенную неприязнь подполковник испытывал к йогачаре («паразиту йоги») и тантризму («чудовищному наросту, раздавившему и изъязвившему исконно буддийскую основу махаяны»). Р. Лопес по этому поводу отмечал, что викторианские религиоведы, наиболее негативно настроенные к тибетскому буддизму, происходили из духовного сословия. Отцом Уодделла был шотландский пресвитерианский священник. В известном смысле, Уодделл (вероятно, неосознанно, как и другие викторианцы) транслировал на тибетский буддизм коллизию Реформации в Англии: «ламаизм является субститутом „папизма“», тогда как с протестантизмом — «истинным христианством» — соотносился палийский канон. В те времена британское религиоведение широко пользовалось аналогичными тропами для описания религиозной ситуации в Риме Поздней Античности, которая характеризовалась как «языческий папизм». Даже такой профессиональный востоковед, как Джеймс Легг, в своём выступлении на IX международном конгрессе ориенталистов отмечал, что Китай и Япония развили высокую культуру вопреки буддизму, а «истинные плоды учения Будды» можно увидеть в Тибете и Монголии с их «апатичным и фанатичным населением, крутящим молитвенные барабанчики». Сам Уодделл в заключении к своей книге о тибетском буддизме прямо выражал надежду, что тибетский народ избавится от «невыносимой тирании лам».
Похожие мотивы обнаружил в публикациях Уодделла современный тибетский исследователь Самтен Норбу. Подполковник характеризуется как «жертва предрассудков и крайних суждений», что отразилось в книге «Лхаса и её тайны», где всё, что связано с местной версией буддизма, подвергается осуждению. Живопись описана как «демоническая», а ритуалы предстают как форма дьяволопоклонничества. Суждения Уодделла о йогинах объявлены попросту невежественными, особенно, когда он называет отшельников «крестьянами, подвергшимися ужасному самозаключению». Откровенно неверно его заключение, что у тибетцев не осталось «важных исторических сочинений» (Самтен Норбу ссылается при этом на фундаментальный труд А. И. Вострикова «Тибетская историческая литература»).
Крайне низкую оценку «Тибетскому буддизму» Уодделла дал в 2000 году непальский буддолог-религиовед и священнослужитель Шридхар Рана, заявив, что обнаружил в этой книге в буквальном смысле тысячи ошибок, что несовместимо ни с какими понятиями о научной авторитетности. В частности, Уодделл даже не видел разницы между народными культами и высокой философской доктриной, разрабатываемой монашеством, что являлось обычной практикой для всех восточных религий. Подполковник никогда не общался с «настоящими» высокопоставленными священнослужителями с высшим образованием и степенями посвящения, практически все сведения о тибетском буддизме были им почерпнуты в Сиккиме. Не меньшее раздражение Ш. Раны вызвало утверждение Уодделла, что некто прозрел в нём перерожденца, или что основателем ламаизма явился Падмасамбхава, который сыграл ключевую роль в утверждении на Тибете ваджраяны, но в форме ньингмапы, не устанавливая других линий, например, кагьюпы. Проведя постраничный разбор всей книги Уодделла, Шридхар Рана заявил, что непальцы-индуисты и без того плохо понимают буддизм своих соседей, и «нам не нужен [переизданный] Уодделл, чтобы породить ещё большее непонимание».

### Паншумеризм

#### Исторический контекст
Несмотря на то, что Уодделл не получил признание как шумеролог, сам он считал именно это направление в своей деятельности магистральным. По мнению Кристин Престон, его желание служить в Индии явилось следствием рано сформировавшегося стремления отыскать «арийскую прародину», а тибетские штудии отражали взгляды многих его современников на сохранность в Стране снегов древнеиндийских исторических источников, не уцелевших более нигде. В 1908 году он стал заниматься шумерским языком, а первая публикация на тему арийско-шумерского гипермиграционизма последовала в 1917 году. Первым импульсом к формированию подобного мировоззрения биограф Кристин Престон считала труды Макса Мюллера. Выработка метода сравнительного исследования письменностей, по-видимому, началась после знакомства с публикациями египтолога Флиндерса Питри о раннем семитском письме (протосинайском). Ещё в 1902 году Уодделл познакомился с Аурелем Стейном; их переписка 1911 года посвящена тохарской письменности. Уже тогда Уодделл жаловался на изоляцию в научном сообществе и выражал желание получить место сотрудника Британского музея.
В архиве Уодделла сохранилась его переписка с египтологом Уоллисом Баджем. Полковник ещё в 1915 году поинтересовался, возможно ли, что у шумеров и хеттов использовался титул «арий», и следует ли это этого, на древнем Востоке арийцы правили неарийцами? Только в 1920 году Бадж отправил Уодделлу письмо с разъяснениями о смысле шумерограммы «ар» и её значений. Ранее Лоуренс пытался завязать переписку с Арчибальдом Сейсом, но получил вежливый и ни к чему не обязывающий ответ.

#### Миграционизм Лоуренса Уодделла

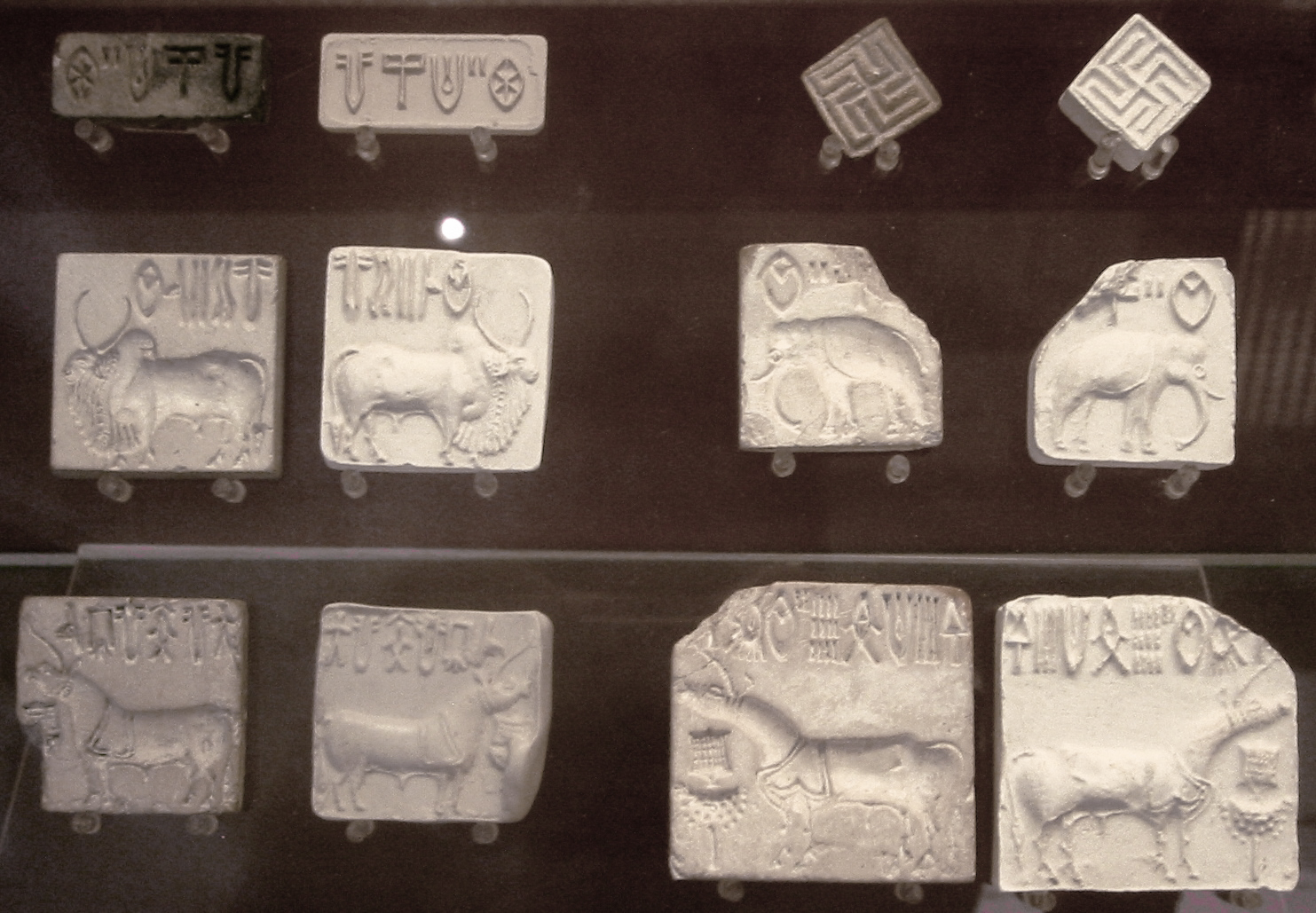
Печати древнеиндийской цивилизации из собрания Британского музея. На одной — изображение свастики

Согласно Уодделлу, шумерская империя развернула широкую экспансию в 2800-е годы при Саргоне Древнем и его преемнике Маништушу. Археологи и во времена Лоуренса Уодделла относили их деятельность примерно к XXIII веку до н. э. Обнаруженные в 1920-е годы руины Хараппы и Мохенджо-Даро являются шумеро-финикийской колонией. Шумеров Уодделл считал «арийцами» в профанном понимании этого слова в XIX—XX веках, доказывая, например, что они были светловолосыми и голубоглазыми. Последнее следовало из того, что для глаз в шумерских изображениях использовался лазурит. Саргон и его наследники (и вообще аккадцы) также были шумерского, а не семитского происхождения. Таким образом оказывалось, что Индия испытала две волны завоевания ариями: сначала шумерское в долину Инда, продолжавшееся около тысячи лет, и далее вторичное, когда древние арии вторглись в бассейн Ганга. Это вторжение, осуществлявшееся по суше из Малой Азии, Месопотамии и Ирана, Уодделл датировал примерно VIII веком до н. э. Обе волны арийских завоевателей обладали шумерской культурной и исторической памятью, из чего следует, что её можно реконструировать из Вед, Пуран и Махабхараты вплоть до неясных следов праистории. Уоддел уверял, что сравнивая знаки на печатях индской цивилизации с шумерской письменностью, обнаружил имена, как известные из месопотамских глиняных табличек, так и из древнеиндийской литературы. Например, основателем индских колоний оказывался сын Гильгамеша Ур-лугаль.
Торговцы-панчи (панчалы «Махабхараты») являются финикийцами (Panch, that is Phoenician), тогда как прототипом Ноя и Нептуна является ведийский бог «Напат, сын вод» — вероятно, аватар Вишну в виде рыбы. Это указывает на морской характер колонизации и привнесения цивилизации. Из Ригведы Уодделл вывел, что древние арии являлись строгими солнцепоклонниками. В книге 1930 года «Египетская цивилизация: её шумерское происхождение и реальная хронология» Уодделл предложил ещё большее количество прочтений печатей, заявив, что прочитал арийские формы имён, подобных Аккаду, Саргону и Маништушу — это Агду, Сагара и Манасью. Соответственно, гутиев древней Месопотамии вполне возможно отождествить с готами, и, следовательно, и этот народ принадлежал к шумеро-аккадской общности. Маништушу, вознамерившись свергнуть с престола своего отца, начал вторжение в Египет, который также являлся шумерской колонией на Западе. Для «доказательства» использовались пураны. В первой книге «Махабхараты» упоминается Манасью из рода Прабху, «царское око Гопта». «Прабху» трактовалось как «фараон», а «гопта» — как «копты». После смерти Саргона скипетр шумерского императора перешёл брату-близнецу Маништушу — Римушу, и лишь после его смерти Маништушу-Манасью стал правителем «четырёх сторон света». Соответственно, именно он является Менесом или Миной, который, согласно Геродоту и Манефону, основал Первую фараонову династию. В этом же духе Уодделл истолковывал находки Флиндерса Питри в Накаде и Абидосе. Обратившись к египетской иероглифике, Л. Уодделл использовал свой излюбленный метод шумерских аналогий и смело пересматривал переводы и трактовки Ф. Питри. Так, на одном из разбитых глиняных сосудов он прочитал имя «жены Саргона» — «царицы Эш» с благопожелательной формулой «да сохранит тебя Исида». Впрочем, Флиндерс Питри тоже придерживался крайнего диффузионизма, выводя появление в Египте монументальной архитектуры, письменности и цилиндрических печатей из факта завоевания. Однако Питри считал, что завоевателями-культуртрегерами являлись обитатели страны Пунт, которую он локализовал в Южной Аравии.
Лоуренс Уодделл не обошёл вниманием и древность Британских островов. Согласно его версии, Маништушу окончил свой жизненный путь в экспедиции к «Оловянным островам» на дальнем Западе. Надпись об этом Питри якобы обнаружил в гробнице царя Аха-Мена, то есть в траковке Уодделла Менеса-Манасью. В этой гробнице были найдены две резные доски чёрного дерева с недешифруемой архаической надписью, которую полковник успешно «прочитал», и объявил, что Менес организовал океанскую экспедицию, из которой не вернулся. Это стало ещё и основанием отождествить мореплавателя Менеса с эллинским Миносом. Гробница, найденная Питри в Абидосе — только кенотаф, истинное место захоронения арийского царя-солнепоклонника — на дальних западных землях, где Солнце опускается в пучину вод ночного, подземного мира. Стоунхендж и подобные ему памятники — зримое свидетельство солнечного культа, привезённого ариями. Наследником Менеса стал Нарам-Син, он же Нармер.
Как показало исследование Ричарда Сойера, в своём поэтическом творчестве Эзра Паунд широко использовал две книги Уодделла: «Дешифрованные индо-шумерские печати» (1925) и «Египетская цивилизация: её шумерское происхождение и реальная хронология», что особенно заметно в 94-й и в финальных строфах 97-й песни «Кантоса». И там, и там речь идёт о моноцентрическом происхождении важнейших цивилизаций Старого Света — европейской, древнеегипетской и индийской, от общего шумерского корня. Р. Сойер прямо резюмировал, что «паншумерский эпос Уодделла… настолько надуманный, что вряд ли его вообще можно воспринимать серьёзно». Например, в опубликованном им «Шумеро-арийском словаре» Уодделл заявил, что 50 % самых распространённых слов в английском языке произошли от шумерских терминов, сохраняющих словоформу, звучание и значение. Уже в то время было известно, что шумерский язык изолирован с точки зрения классификации и не имел установленных родственных связей ни с живыми, ни другими мёртвыми языками.

### Британские древности

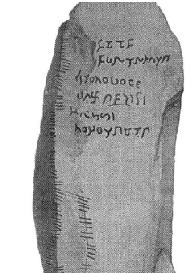
«Ньютонский Камень» из Абердиншира

В 1917 году, по уверениям Лоуренса Уодделла, он совершил «решающий прорыв» в своих исследованиях, определив одновременно прародину ариев и истоки происхождения британцев. Всё это было описано в трактате «Творцы цивилизации» (1929): оказывается, индийские арии использовали титул «хаттийо», что очень близко ближневосточному «Хатти», при этом на доримских монетах Британии встречается имя «Катти». Из этого следовало, что первые бритты были не только сиро-финикийцами, но и хеттами. Древние хетты и сиро-финикийцы знали и использовали титул «ари» — «благородный», что совпадает с корнем «арья» на санскрите и пали. В эпических поэмах арии именовались на пали «хаттийо арийо», а на санскрите — «хатрия арья»; от последнего появился титул и название варны кшатриев. Этимологически всё это было обозначениями правителей. Таким образом, именно Каппадокия или Северная Сирия является прародиной ариев. Бхараты, переселившиеся в Индию, и «раса ариев» из Хатти — это тот самый народ, который Страбон именовал «белыми сирийцами», а римляне — готами. По мнению Уодделла, древние хетты носили такое же одеяние, как и готы (включая фригийские колпаки и зимние сапоги с загнутыми носами).
Уоддел совершенно серьёзно воспринимал легенду о Бруте Троянском, который прибыл на Британские острова: будучи представителем хетто-ариев, он привёз с собой почитание Солнца и исторические предания, передававшиеся непрерывно. В качестве доказательства в «Финикийском происхождении британцев…» он пользовался так называемым «камнем Ньютона», утверждая, что тот покрыт «письменами Кадма». В долине реки Дон в Абердиншире в 1803 году был описан примечательный камень, покрытый как огамическими письменами, так и другими знаками, чья принадлежность не была установлена. Уодделл «расшифровал» текст, объявив его посвящением божеству солнечного света Кассию Белу, сооружённым финикийцем «Икаром Киликийским». Памятник содержал изображение свастики, которая давала ключ к «дешифровке».
В 1930 году Уодделл опубликовал «Британскую Эдду» — его собственную реконструкцию и интерпретацию Старшей Эдды на основе «Королевского кодекса». Подполковник категорически отрицал исландское и вообще скандинавское происхождение памятника. Он заявил, что эддическая мифология восходит к глубочайшей древности зарождения цивилизации и «возвышения человека», и была привезена в Британию из Каппадокии и «Эдема» (то есть Месопотамии), и далее передавалась друидами. Существовали и другие рукописи, но они уничтожались христианскими миссионерами; сохранившаяся устная традиция была зафиксирована Гальфридом Монмутским, авторами артуровского цикла, но троянское или шумерское происхождение цикла уже было позабыто. «Королевский кодекс» был создан в Шотландии, а в Исландию его увезли переселенцы. Соответственно и язык Эдды — древнеанглийский, а не древнескандинавский. Создателями рукописи могли быть представители секты кулди, представители которой с VIII века присутствовали в Исландии. Путаница могла возникнуть из-за сходства мифологии и сказаний о героях.
Согласно представлениям Уодделла, который попутно объяснил происхождение библейской мифологии, Эдем — это зона первоначального происхождения земледелия. Предки хеттов — гутии (они же готы) — в III тысячелетии до нашей эры распространили земледелие и цивилизацию на всём пространстве Запада до Британских островов; именно память об этом легла в основу мифа о древе жизни и траве вечной молодости. Лоуренс даже заявил, что собственно Эдемский сад локализован в Каркемише. Логика его рассуждений такова: в Эдде упоминается «Гимисгард», что почти то же самое. Этимология этого места указывает на хеттское слово «небо», и, следовательно, это ещё и столица древних арийцев в Хаттуса. Древние гутии-готы около 5000 лет назад захватили Анатолию и Фракию, и управлялись матриархом Эль, которая обладала оккультными способностями и установила кровавые жертвоприношения и поклонение Луне. Соответственно, мифы о герое, побившем змея (от Мардука до Георгия Победоносца), отражают глубокую древность, когда был установлен патриархат и поклонение Солнцу. Даже имя библейской Евы связано с культом змея (его этимология — арамейская, и слово означает «змея»); Уодделл называл Еву — своего рода «эдемской весталкой или амазонкой». Имя Гиневра также этимологически (через старофранцузский) связано с драконом

### Восприятие современниками
Труды Уодделла вызвали определённый резонанс, хотя в значительной степени негативный. В частности, первая его объёмная книга «Финикийское происхождение британцев, шотландцев и англосаксов», вызвала откровенно саркастический отзыв санскритолога Ральфа Тёрнера, который рассуждал о принадлежности труда отставного профессора тибетского языка к домену «бедламской филологии» (Bedlamite Philology). В 450-страничном томе «каждая страница содержит перл или множество перлов»: британцы — это бхараты Ригведы; данный этноним находит параллели также в латинском, шумерском и готском языках. «Всё это может оказаться восхитительным дурачеством. Но нас не покидает тревожное чувство, что автор действительно в это верит». Прямо противоположное мнение высказал основатель Лингвистического общества Америки антиковед Роланд Кент, который исходил из высокой квалификации Уодделла — археолога. Его привлекла теория, что хетты-троянцы имели самоназвание «Барат» (то есть «Бхарат») и дали это имя открытому ими острову: «Баратана» — «Британия». О том же писал и скрывшийся под инициалами рецензент «Географического журнала». Более сдержанную позицию продемонстрировал антрополог Ричард Темпл, констатировавший, что Уодделл принадлежит к диффузионистской школе Эллиота Смита и пытается «подорвать общепризнанные теории». «Огромной слабостью» метода Уодделла названа «навязчивая этимология», а также ссылки на собственные прочтения эпиграфических памятников. Впрочем, он не отвергал трудов Уодделла априори, памятуя о долгом пренебрежении палийским каноном для изучения буддизма из-за предубеждений первых западных индологов. Кристин Престон отмечала, что рецензия Темпла была единственным обобщающим исследованием концепции Уодделла, опубликованным при его жизни.
В рецензии на «Дешифрованные индо-шумерские печати» Дж. Карпентер проводил параллели между очередным опусом Уодделла и «Атлантикой» Рудбека — серьёзного фундаментального учёного, который «поставил перед собой на старости лет задачу доказать, что Скандинавия, и в особенности Швеция, в реальности представляли собой колыбель человечества, страну, где располагался библейский рай». Уодделловские этимологические цепочки названы «дикими», а его методология — «абсолютно безудержной», и также упоминается, что ранее Уодделл «обнаружил, что древние британцы… тождественны финикийцам, индийским бхаратам и проч.» Полученные выводы «если и не вполне убедительны, то, по крайней мере, в некоторой степени ошеломляют» и даже могут нанести вред «многообещающему прогрессу исторических исследований в Индии». Библеист Джордж Браун цитировал Свифта, вспоминая умения жителей острова Трибния (то есть Британии), «очень сообразительных по части нахождения таинственных значений слов, слогов и букв». Метод Уодделла сводился к тому, что он сопоставлял форму шумерских клинописных знаков, и если отыскивал им хотя бы приблизительное соответствие на хараппских печатях, объявлял, что нашёл фонетический коррелянт. Таким образом, на 18 опубликованных печатях полковником были обнаружены известные древнеиндийские и шумеро-аккадские имена, в том числе Канвы, Дакши, Бхригу, Саргона и Гудеа. Из этого выводились грандиозные исторические обобщения, что около 3100 года до н. э. долина Инда была колонизирована шумерами-арийцами, и этот регион был данником Шумера в течение восьми веков. Более поздняя волна арийского заселения колонизировала долину Ганга. Не отрицая возможности (и даже доказанности) шумеро-древнеиндийских контактов, Дж. Браун заявлял, что задействованная Уодделлом источниковая база совершенно неприемлема для столь масштабных выводов. Объёмный разбор попыток дешифровки древнеиндийского письма представил канадский семитолог, археолог и церковный историк Джордж Бартон. Он утверждал, что метод и взгляды Уодделла не только полностью ошибочны, но и не оригинальны, так как в первые дни после публикации репродукций древнеиндийских печатей панвавилонские взгляды продемонстрировали Чарльз Гэдд и Сидни Смит.

## Память
После кончины Л. Уодделла некрологи были немногочисленными. 20 сентября 1938 года вышла статья в «The Glasgow Herald», а затем объёмный некролог Ф. Томаса в «Журнале Королевского азиатского общества». Как выявила К. Престон, данные материалы легли в основу всех позднейших публикаций об Уодделле в справочной литературе, например, в «Who is Who» и «Oxford Dictionary of National Biography». При жизни также выходила статья о нём в «Dictionary of Indian Biography» 1906 и 1915 годов издания. По завещанию в 1939 году архив и книжное собрание полковника Уодделла поступили в библиотеку Университета Глазго, где сохранилась обширная переписка, подборка газетных вырезок и 711 томов из библиотеки путешественника, в том числе его собственные труды. Университету также была завещана крупная сумма для финансирования археологических исследований. Музею Бьюта в Ротсее досталась «Чаша Уту» из находок британо-американской экспедиции в Ниппуре 1921 года (инвентарный номер 129401/2.8). Автор единственной монографической биографии Уодделла Кристин Престон (Университет в Суонси) констатировала полное забвение его личности к XXI веку.
Габриэль Мощеньска (Институт археологии Лондонского университетского колледжа), анализируя поздние работы Уодделла, утверждала, что после 1917 года он сделался адептом альтернативной науки, стремившимся выстроить собственные интеллектуальные конструкции вне сложившейся системы научного знания и параллельно ей. В этом плане его труды (обозначаемые как «эзотерические») в XXI веке являются востребованными в маргинальных кругах неофашистов, «сторонников превосходства белой расы», апологетов теорий заговора (на них ссылается Дэвид Айк). Однако в своё время — расцвета гипермиграционизма Графтона Смита и серьёзного отношения к евгенике — Уодделл не воспринимался как чудак-одиночка: его работы были не настолько удалены от мэйнстрима общественной мысли Великобритании, хорошо принимались публикой. В этом плане Г. Мощеньска считает «арийские» труды Уодделла фактом историографии и интеллектуальной истории, изучение которых крайне важно для понимания, как складывались границы современного научного знания
Исследуя один из добытых Уодделлом экземпляров птиц, Генри Дрессер описал новый вид, которому присвоил имя Babax waddelli. Выловленный Уодделлом в Тибете экземпляр карповой рыбы Gymnocypris waddellii получил имя в честь первооткрывателя.

## Публикации и рецензии
- The non-bacillar nature of abrus-poison : with observations on its chemical and physiological properties (1884).
- The Buddhism of Tibet or Lamaism, With Its Mystic Cults, Symbolism and Mythology and in Its Relation to Indian Buddhism (1895).
- Among the Himalayas (1899).
  - Crooke W. Review: [Among the Himalayas by L. A. Waddell] // The Journal of the Anthropological Institute of Great Britain and Ireland. — 1899. — Vol. 28, no. 3/4. — P. 335—336. — JSTOR 2842891.
- The Tribes of the Brahmaputra valley (1901).
- Report On The Excavations At Pataliputra (Patna): The Palibothra Of The Greeks. — Calcutta : Bengal Secretariat Press, 1903. — 83 p.
- Lhasa and Its Mysteries — With a Record of the British Tibetan Expedition of 1903—1904 (1905).
Лхасса и её тайны : Очерк Тибетск. экспедиции 1903—1904 г. / Аустин Уоддель; Пер. с англ. Е. М. Чистяковой-Вэр. — СПб.: Тип. П. Ф. Пантелеева, 1906. — 344 с.
  - Crooke W. Review: [Lhasa and Its Mysteries, with a Record of the Expedition of 1903—1904. by L. Augustine Waddell] // Man. — 1905. — No. 5. — P. 110—112. — JSTOR 2788853.
  - D. W. F. Review: The Literature of the Mission to Lhasa // The Geographical Journal. — 1905. — Vol. 25, no. 5 (май). — P. 551—554. — JSTOR 1776697.
  - S. W. B. Review: [Lhasa and Its Mysteries, with a Record of the Expedition of 1903—1904 L. A. Waddell] // The Journal of the Royal Asiatic Society of Great Britain and Ireland. — 1906. — Апрель. — P. 476—479. — JSTOR 25210271.
  - Samten Norboo. Review: [Lhasa and its Mysteries L.A. Waddell] // The Tibet Journal. — 1977. — Vol. 2, no. 3. — P. 74—76. — JSTOR 43299873.
- The «Dhāranī» cult in Buddhism: its origin, deified literature and images (1912).
- Phoenician Origin of the Britons, Scots, and Anglo-Saxons (1924, 2nd ed. 1925).
  - Turner R. L. Review: [Phœnician Origin of Britons, Scots, and Anglo-Saxons L. A. Waddell] // Bulletin of the School of Oriental Studies, University of London. — 1925. — Vol. 3, no. 4. — P. 808—810. — JSTOR 607096.
  - Kent R. G. Review of: [The Phoenician Origin of the Britons, Scots and Anglo-Saxons, Discovered by Phoenician and Sumerian Inscriptions in Britain, by Pre-Roman Briton Coins and a Mass of New History, by L. A. Waddell (1924)] // Journal of the American Oriental Society. — 1925. — Vol. 45, no. 172. — P. 172—174. — JSTOR 593487.
  - E. A. P. Review: [The Phœnician Origin of Britons, Scots, and Anglo-Saxons by L. A. Waddell] // The Geographical Journal. — 1925. — Vol. 65, no. 5. — P. 446—447. — JSTOR 1782555.
  - Temple R. K. Waddell on Phoenician Origins // Indian Antiquary. — 1928. — Vol. 54. — P. 147—154.
- Indo-Sumerian Seals. Deciphered discovering Sumerians of Indus Valley as Phoenicians, Barats, Goths & famous Vedic Aryans 3100-2300 B.C. (1925).
  - Charpentier J. Review: [The Indo-Sumerian Seals Deciphered L. A. Waddell] // The Journal of the Royal Asiatic Society of Great Britain and Ireland. — 1925. — No. 4 (октябрь). — P. 797—799. — JSTOR 25220872.
  - Barton G. A. On the So-Called Sumero-Indian Seals // The Annual of the American Schools of Oriental Research. — 1927. — Vol. 8. — P. 79—95. — JSTOR 3768527.
  - Brown G. W. Review: [The Īndo-Sumerian Seals Deciphered by L. A. Waddell] // Journal of the American Oriental Society. — 1927. — Vol. 47. — P. 284—285. — JSTOR 593279.
- Sumer-Aryan Dictionary. An Etymological Lexicon of the English and other Aryan Languages Ancient and Modern and the Sumerian Origin of Egyptian and its Hieroglyphs (1927).
- Aryan-Sumerian Origin of the Alphabet (1927).
  - Langdon S. Review: [The Aryan Origin of the Alphabet, Disclosing the Sumero-Phoenician Parentage of Our Letters, Ancient and Modern L. A. WaddellA Sumer-Aryan Dictionary: An Etymological Lexicon of the English and Other Aryan Languages, Ancient and Modern, and the Sumerian Origin of Egyptian and Its Hieroglyphs] // The Scottish Historical Review. — 1927. — Vol. 25, no. 97. — P. 53. — JSTOR 25525780.
- Questionary on the Sumerian markings upon prehistoric pottery found in the Danube & associated valleys of Middle Europe (1928, small booklet).
- Makers of Civilization in Race and History (1929).
  - Shapiro H. L. Review: [The Makers of Civilization in Race and History by L. A. Waddell] // Pacific Affairs. — 1930. — Vol. 3, no. 12. — P. 1168—1169. — JSTOR 2750262.
- Egyptian Civilization Its Sumerian Origin and Real Chronology (1930).
- The British Edda[англ.] (1930).
  - News and Views of Literary London // The New York Times. — 1930. — 23 марта. — P. 5.
  - The British Edda // The Spectator. — 1930. — Vol. 144. — P. 247.